# Josefa Heichenwalderová
Josefa Heichenwalderová, rozená Šimrová, poprvé provdaná Korandová (14. března 1808 Rakovník – 6. dubna 1893 Třebenice), byla česká vlastenka a podnikatelka.

## Život

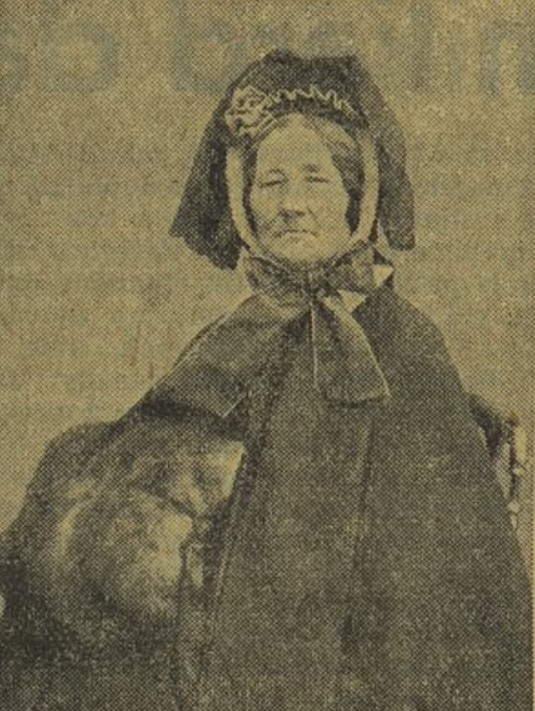
Josefa Heichenwalderová ve stáří

Josefa Šimrová se narodila v rodině rakovnického tkalcovského mistra Emanuela Šimra a jeho manželky Barbory, rozené Kurfirstové jako jedno z jejich šesti dětí. Roku 1810 jí matka zemřela, otec se znovu oženil a roku 1811 se rodina přestěhovala do Prahy.
V Praze se 1. listopadu 1825 provdala za výrobce přikrývek (Deckenmacher) Josefa Korandu (1790–1829), se kterým měla syna a dceru. Roku 1828 se Korandovi přestěhovali do domu 10/557 v Celetné ulici, kde měli výrobnu pokrývek. Když Josefa Korandová ovdověla, provdala se podruhé 12. dubna 1830 za svého zaměstnance Šimona Heichenwaldera (1805–1874), se kterým měla v období 1830–1844 dvanáct dětí. Ze čtrnácti dětí ze dvou manželství osm zemřelo předčasně.
Šimon Heichenwalder manželku Josefu v roce 1846 opustil, přestěhoval se svého rodiště, do Pešti, kde později zemřel.
Zemřela v 85 letech v Třebenicích (okres Litoměřice) č. 124 na rakovinu žaludku.

## Přátelství s českými vlastenci
Kavárnu, kterou Josefa Heichenwalderová vedla, navštěvovali významní vlastenci té doby, se kterými měla přátelský vztah. Patřili mezi ně např. František Ladislav Rieger, Vojtěch Náprstek, Josef Kajetán Tyl, Karel Sabina či Karel Havlíček Borovský. Schůzky se též konaly v jejím bytě.
Josef Mánes byl autorem portrétu Josefiny Lustigové (1830–1920, dcera Josefy Heichenwalderové) a jejího manžela.

### Karel Havlíček Borovský
Karel Havlíček se vrátil z vyhnanství v Brixenu 27. dubna 1855, 12 dnů po smrti své manželky Julie, která zemřela v bytě svého bratra Františka Jaroše v Jezdecké (Havlíčkově) ulici 1029 (v domě, který patřil Josefě Heichenwalderové). Po pobytu v Německém Brodu a po léčení ve Šternberku byl v červenci 1856 v bezvědomí dopraven do Prahy, též do bytu Havlíčkova švagra Františka Jaroše. V tomto bytě 29. července zemřel. Podle vyprávění Olgy Scholtenové zemřel Havlíček v přítomnosti její babičky Josefy Heichenwalderové a měla jí patřit jeho poslední slova, když ji v blouznění považoval za svou manželku Julii.

## Kavárna U nádraží
Kavárnu U nádraží (též Heichenwalderova kavárna) otevřeli manželé Heichenwalderovi 27. ledna 1845 proti nově vzniklému nádraží Státní dráhy v Jezdecké (nyní Havlíčkově) ulici č. p. 1029 (dnešní adresa Havlíčkova 1029/3) v domě, který zakoupili v roce 1837. Otevření uvítal Karel Havlíček Borovský ve svých Pražských nowinách i německý list Bohemia.
Ve své době se jednalo o jednu z prvních a nejluxusnějších kaváren v Praze. Její výzdobu zajistili architekti Alexander Hellmich a Josef Czermak. Dekorační ocelové sloupy v 1. patře byly vyzdobeny orientálními (maurskými) motivy. Vzduch byl osvěžován fontánami, byly zde tři kulečníkové stoly a herna.
Poté, co ji manžel opustil, vedla Josefa Heichenwalderová kavárnu i přes to, že povolovací dekret byl veden na manžela. Ještě za života této původní provozovatelky zde působili jiní nájemci (např. v roce 1875 kavárnu převzal Antonín Demin po Jiřím Breithutovi). Od roku 1912 do roku 1948 byl dům využíván jako hotel Royal, následně přeměněn na ubytovnu.

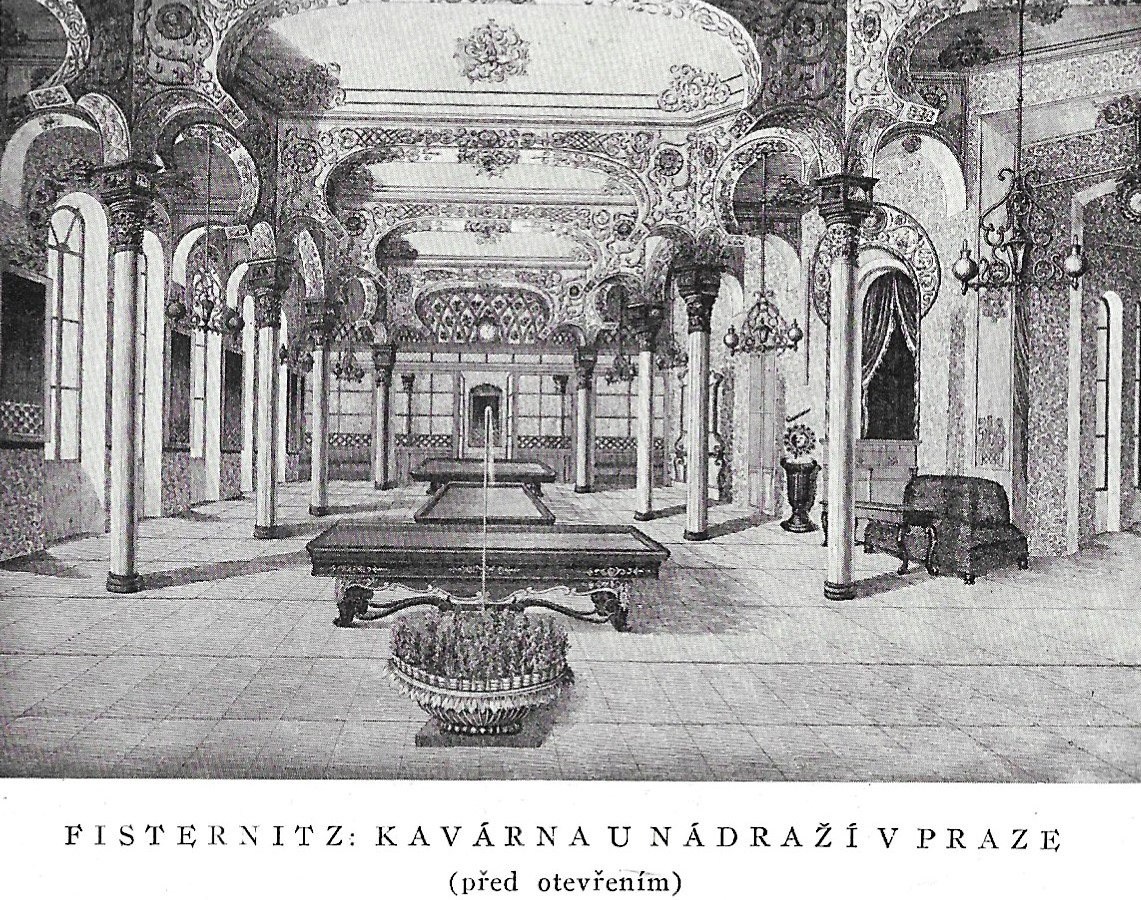
Kavárna U nádraží před otevřením
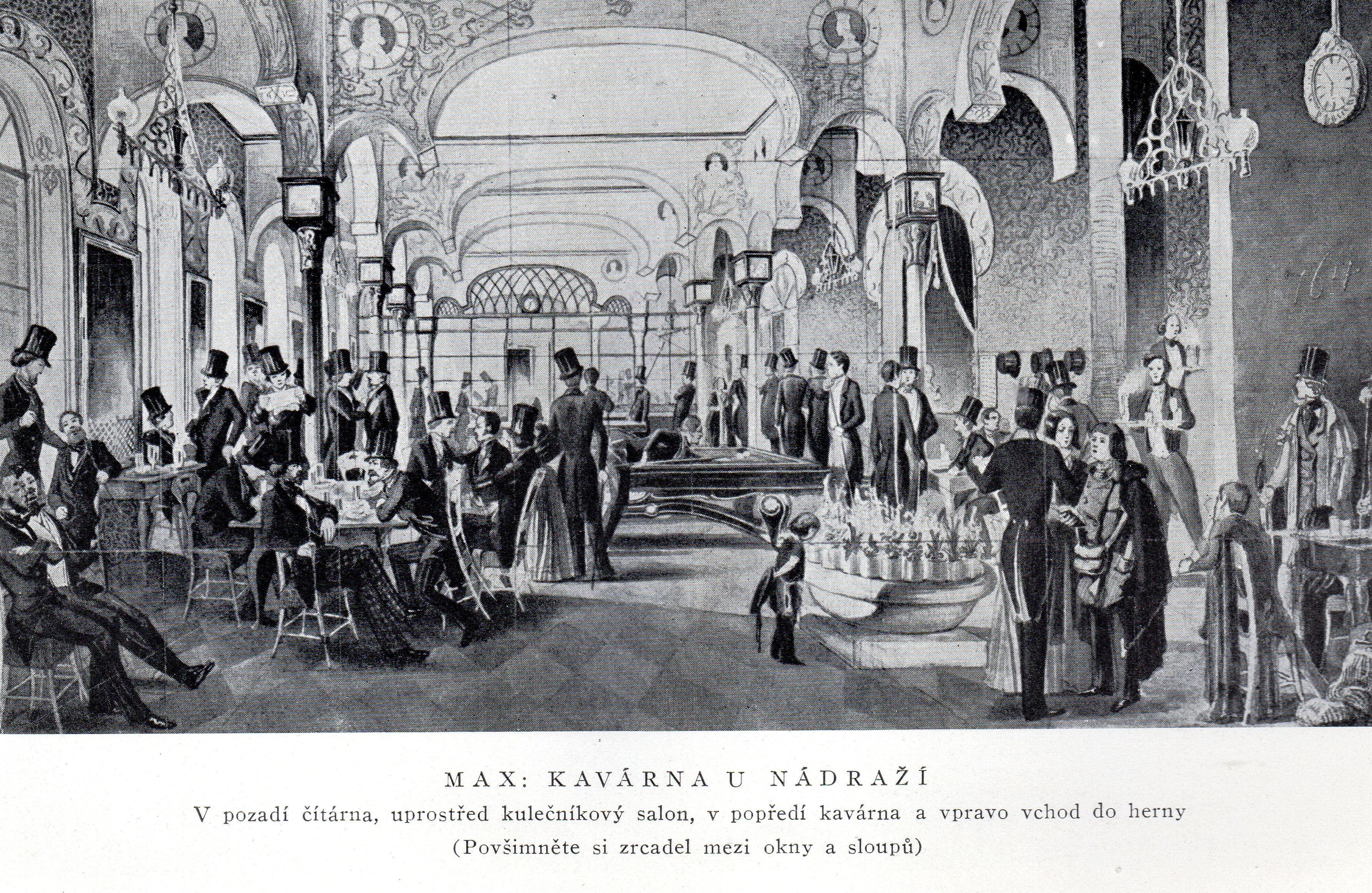
Kavárna u nádraží
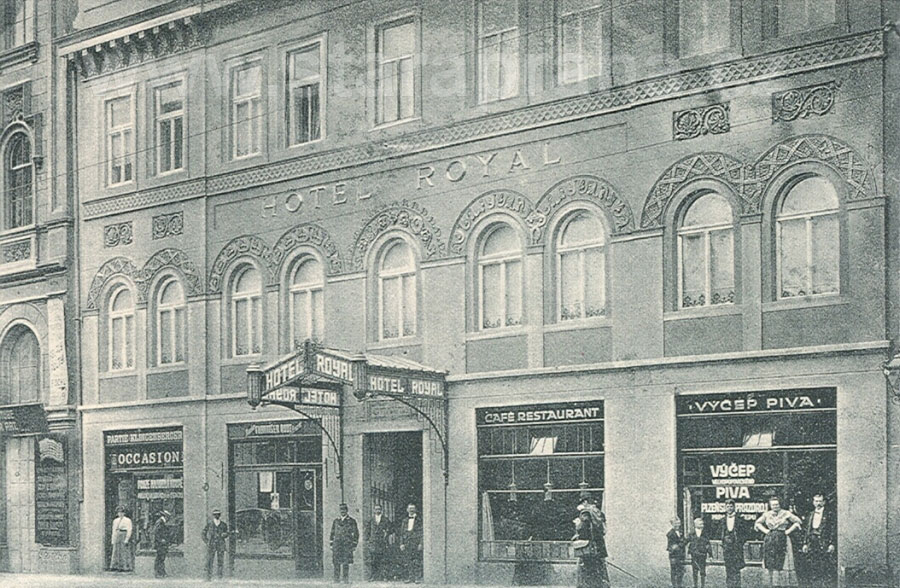
Hotel Royal (asi 1906), dřívější Kavárna u nádraží

## Nádraží – drážeň
J. V. Šmejkal v knize Kavárna u nádraží traduje, že starší český výraz pro nádraží drážeň byl nahrazen slovem nádraží na popud Josefy Heichenwalderové. Název kavárny U nádraží pak měl přispět k tomu, že starší drážeň byla opuštěna.
O tom, že slovo nádraží se postupně stalo v průběhu 40. let 19. století běžnější než drážeň svědčí, že epigram rodinného přítele Josefy Haichenwalderové, Karla Havlíčka Borovského, byl zveřejněn roku 1849 v této podobě:
Nápis na pražském nádraží, vystavěném roku 1845.

Co se divíš, bratře Čechu, jak enthusiasta?

Připojili Prahu k Vídni železem, i basta.
Karel Havlíček Borovský
Při tom v roce 1845 byl tentýž epigram vydán ještě s podtitulem „Nápis na pražskou drážeň 1845.“

## Posmrtné připomínky
- Životu Josefy Haichenwalderové do roku 1848 věnoval první díl své nedokončené trilogie Kavárna u nádraží spisovatel Jaromír Václav Šmejkal. Druhý díl Mánesova Josefina „vypráví“ dcera Josefina Lustigova, rozené Haichenwalderové  o období 1848–1855 a její matka je zde zmiňována spíše okrajově. Autor zemřel dříve, než mohl napsat třetí díl, který měl být věnován dceři Karla Havlíčka Borovského Zdeňce. Knihy kombinují fikci s fakty, mnohdy si autor domýšlí; základní životopisná data postav jsou ale doložena rozsáhlými genealogickými údaji.[18] Druhý díl
- Život Josefy Haichenwalderové studuje a propaguje vlastivědný publicista Roman Hartl z Rakovníka.[19]